# Association des troupes artistiques de Guinée
L'Association des troupes artistiques de Guinée (ATAG) est une organisation mise en place le 4 avril 2007 en république de Guinée.

## Présentation

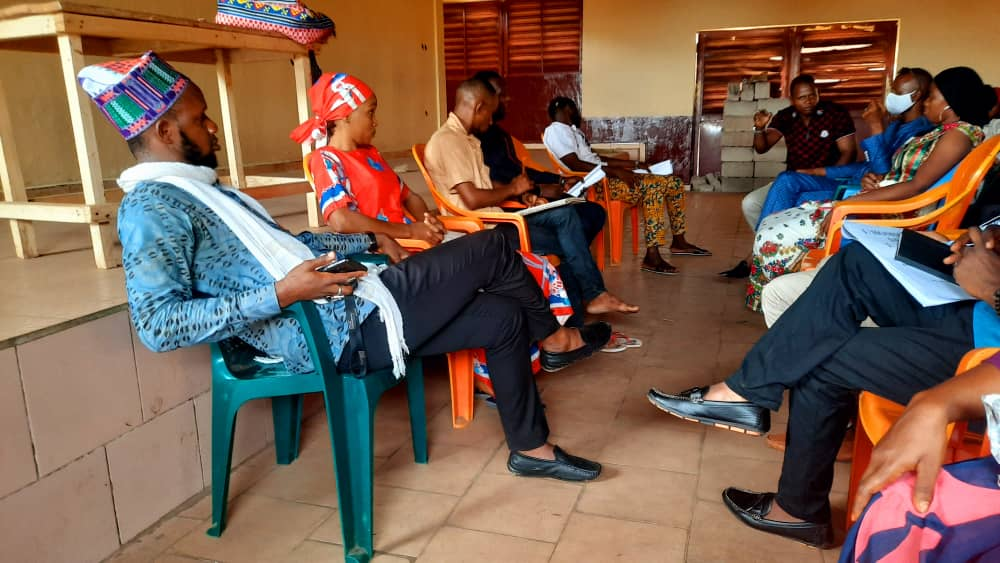
Réunion de l'ATAG.

L'Association des troupes artistiques de Guinée est une organisation à but non lucratif qui a pour objectif de : 
- Participer à la promotion de la culture[2],
- la formation des artistes sur la mise en scène, la direction du comédien et le montage de projets culturels, dans la création artistique (cinéma et théâtre) et du spectacle,
- lutter contre le piratage des œuvres artistique,
- Défendre les droits des artistes.

Il est constitué de 8 troupes artistiques à sa fondation.
Depuis le 17 octobre 2021, Cherif Diallo est le président de l'association en remplacement de Mamadou Thug.

### Liste des président depuis 2007
| N° | Noms                                 | Debut | Fin      | Bannière              |
| -- | ------------------------------------ | ----- | -------- | --------------------- |
| 1  | Boubacar Barry                       | 2007  | 2009     | Labbal de Cosa        |
| 2  | Mohamed Said Bah                     | 2009  | 2019     | Bhantal Diama         |
| 3  | Mohamed Lamine Diallo (Mamadou Thug) | 2019  | 2021     | Les messages du temps |
| 4  | Cherif Diallo                        | 2021  | En cours | NEGECIG               |

## Les troupes
Les 8 troupes artistiques fondatrices de l'ATAG sont Wellilan, Labbhal de Cosa, Bhantal Diama, Djouri Diama, Etoile du foutah, Tangan Maoudhé, Djikké Diama et les Messager du temps.
Depuis 2020, l'association comprend 38 entités artistiques et culturelles pour le théâtre et le cinéma.